# Fuldamobil N-2

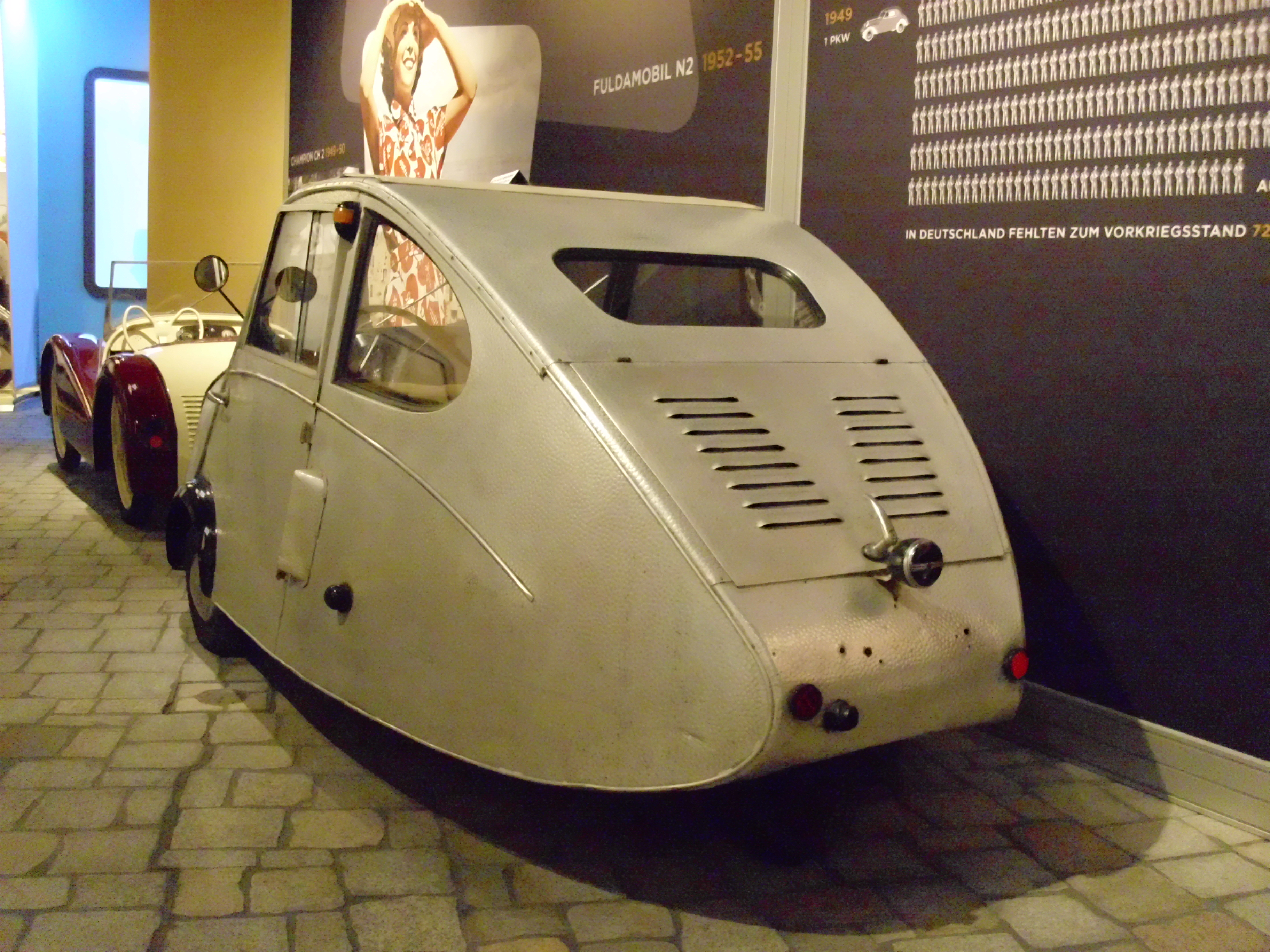
Heckansicht

Das Fuldamobil N-2 ist ein Automodell der Elektromaschinenbau Fulda GmbH und wurde unter der Marke Fuldamobil angeboten. Es erschien 1952 als Nachfolger des Fuldamobil N-1 und wurde bis 1955 produziert, zuletzt parallel zum größeren Modell Fuldamobil S-2, das bereits einige Zeit als größere Ergänzung im Modellangebot war.

## Karosserie
Die geschlossene zweitürige Karosserie des Fahrzeugs bot Platz für 2 + 2 Personen, der Roadster dagegen nur Platz für zwei Personen. Die Türen des Coupés waren wie bei allen Modellen des Fuldamobils an der B-Säule angeschlagen. Auf das Holzgerippe wurde gehämmertes Aluminiumblech genagelt. Die Lackierung entfiel. Daher erhielt dieses Modell den Spitznamen Silberfloh. Da viele Kunden trotzdem Wert auf eine Lackierung legten, war ab Frühjahr 1953 gegen Aufpreis die lackierte Aluminiumkarosserie erhältlich.

## Antrieb
Der durch ein Gebläse luftgekühlte Einzylinder-Zweitaktmotor von Fichtel & Sachs mit 359 cm³ Hubraum leistete 9,5 PS (7 kW). Er war vor dem einzelnen Hinterrad montiert und trieb es über eine Kette an. Die Höchstgeschwindigkeit betrug 80 km/h.

## Neupreis und Stückzahl
Der Neupreis betrug anfangs 2990 DM, ab Juni 1954 2200 DM. Es entstanden zwischen September 1952 und August 1955 380 Exemplare.
Ein Fahrzeug aus dem Bestand des Automuseum Störy ist im PS-Speicher in Einbeck ausgestellt.